# Жабоп'явка алжирська
Жабоп'явка алжирська (Batracobdella algira) — вид п'явок.

## Морфологічні ознаки
Тіло видовжене, помірно звужується в напрямку переднього кінця тіла. Передній кінець дещо розширений і тупий. Краї тіла дещо зазубрені. Задня присоска кругла, велика. Спинна сторона вкрита великою кількістю сосочків. Колір спинної сторони тіла зеленувато-коричневий. Максимальна довжина тіла 7–24 мм при ширині 4 мм.

## Поширення
Зустрічається в Алжирі, на Піренейському півострові, Балеарських островах, Корсиці, Сардинії, Болгарії (на південь від Балкан) та Україні. 
В Україні ареал охоплює південну частину Криму. В окремих водоймах вид численний (екстенсивність інвазії жаб досягає 100%, а інтенсивність — 38 особин на одній жабі).

## Особливості біології
Населяє різноманітні водойми, де водяться жаби: канави, ставки, болота та річки.

## Загрози та охорона
Загрози: забруднення та знищення водойм.